# Lamont (Iowa)
Lamont è un comune degli Stati Uniti d'America, situato nello Stato dell'Iowa, nella contea di Buchanan.